# Eyjulf dådaskald
Eyjulf dådaskald (Eyjólfr dáðaskáld) var hirdskald hos den norske ladejarlen Erik Håkonsson omkring år 1010. Uppsalaversionen av Skáldatal (Codex Upsaliensis) nämner honom dock som skald hos Eriks halvbror Sven Håkonsson, vilket troligen är ett skrivfel. Det är också möjligt att han vistats hos båda jarlarna som vid denna tid regerade samtidigt i olika delar av Norge. Endast några fragment ur en drapa om Erik har dock blivit bevarade.

## Eyjulfs identitet
Vem Eyjulf varit och vilken ätt han tillhört är okänt. Att han varit islänning tycks dock tämligen säkert. Eftersom endast vissa ätter på Island var traditionsbärare när det gällde utbildningen av skalder, och i stort sett alla medlemmar av dessa ätter vid denna tid finns omnämnda i Landnámabók vore det förvånande om inte också Eyjulf skulle finnas där – även om tillnamnet "dådaskald" saknas. En hypotes att han skulle ha varit identisk med en viss Eyjulf halte, som omtalas i Ljósvetninga saga och som var son till hövdingen Gudmund den mäktige på Möðruvellir, framfördes 1958 av Åke Ohlmarks. Eyjulf halte fick sitt tillnamn sent i livet då han föll från sin häst och skadade benet så svårt att han allt framgent blev halt. Dådaskalden fick sitt namn då han som yngling, omkring år 1010, framförde den drapa där han uppräknade alla Erik jarls bedrifter (dáðir). Att en och samma man kunnat begåvas med flera tillnamn är inte ovanligt, men full visshet i frågan om skaldens identitet lär väl aldrig gå att få.

## Makternas drapa (Bandadrápa)
Allt vad som återstår av Eyjulf dådaskalds verk är åtta strofer ur drapan om Erik jarl. Ur dessa strofer kan även utläsas ett femradigt klovastef.
Drapans tredje strof (som antagligen var den första i originalversionen) berättar hur Erik endast några vintrar gammal fördes till barnafostran hos Torleif den vise. Därefter uppräknas Eriks "dåd": hur han som gosse (enligt Snorre Sturlasson var han bara 12 år gammal) slog ihjäl Skopte, ladejarlen Håkon Sigurdssons svärfar och förtrogne; hur han segrade i slaget vid Hjörungavåg; härjade i och kring Gotland; besegrade jomsvikingar; erövrade Ladogafästet Aldeigjuborg, samt härjade vid Ösel, Dagö, Ormsö och längs Kurlands kust.
I sin fullständiga form har drapan säkert innefattat alla Eriks "bedrifter" fram till ca 1010 med hans bragder i slaget vid Svolder som given höjdpunkt. Detta framgår också av den sammanfattning av drapans innehåll som finns i Fagrskinna.
Det är tydligt att Eyjulf varit en driven skald. Han bildar eleganta kenningar – en av dem är femledad, vilket är både svårt och sällsynt – och det finns i det bevarade materialet inte en enda stavelseförlängning, vilket ytterligare understryker att han varit både skicklig och kräsen.
Drapan kom tidigt att kallas Bandadrápa, det vill säga "makternas drapa". Banda (genitiv av bǫnd: "de ödesbindande makterna") är sista ordet i omkvädets första rad, som sedan har upprepats genom hela dikten: "[Erik] lägger under sig landet enligt makternas vilja".
Man kan undra om Eyjulf var hedning då han ju åberopar hedniska makter. Men även kristna skalder kunde vid denna tid använda ett hedniskt bildspråk. Det avgörande är att stefet så uppenbart anknyter till Vellekla av Einar skålaglam; ett kväde som måste ha varit välkänt för alla inom ladejarlarnas ätt. Vellekla är en hyllning till Håkon jarl, hedendomens siste store försvarare i Norge men tillika ladejarlsättens mäktigaste representant. Sonen Erik hade visserligen av politiska skäl blivit kristen, men någon fanatisk anhängare av den nya tron var han inte. Genom att anspela på Vellekla skapar Eyjulf en poetisk kontinuitet där Håkons bedrifter vävs samman med sonens. Stilgreppet har nog inte haft så mycket med religion som med ättestolthet att göra.